# Betula tuturinii
Betula tuturinii är en björkväxtart som beskrevs av Viktor Nikolayevich Vassiljev. Betula tuturinii ingår i släktet björkar, och familjen björkväxter. Inga underarter finns listade.